# Powiat Aue-Schwarzenberg
Powiat Aue-Schwarzenberg (niem. Landkreis Aue-Schwarzenberg) – powiat w rejencji Chemnitz, w niemieckim kraju związkowym Saksonia.
Powiat w związku z reformą administracyjną kraju związkowego został zlikwidowany 1 sierpnia 2008 a jego tereny włączono do nowo powstałego Erzgebirgskreis.

## Historia
Powiat powstał 1 sierpnia 1994 w wyniku reformy administracyjnej Saksonii, połączono wówczas powiat Aue z powiatem Schwarzenberg. Początkowo nosił nazwę Westerzgebirgskreis, nazwa została zmieniona 1 stycznia 1995.

## Polityka

### Starosta
Starostą powiatu Aue-Schwarzenberg od 1994 jest Karl Matko z CDU.

### Kreistag
W Kreistagu (rada powiatu) zasiada 58 osób, miejsca rozdzielone są w następujący sposób:
| Partia                | Miejsca |
| CDU                   | 30      |
| Die Linke             | 11      |
| FWV                   | 7       |
| SPD                   | 5       |
| FDP                   | 3       |
| Bündnis 90/Die Grünen | 1       |
| DSU                   | 1       |

### Partnerstwo
Powiat Aue-Schwarzenberg nawiązał partnerstwo z: 
- Powiatem Ansbach, Bawaria (od 1990)
- Powiatem Neustadt an der Aisch-Bad Windsheim, Bawaria (od 1990)
- Karlovy Vary, Czechy (od 1991)

## Miasta i gminy
(liczba ludności z 31 grudnia 2006)
| Miasta - Aue - stolica powiatu (18.209) - Eibenstock (6.440) - Grünhain-Beierfeld (6.603) - Johanngeorgenstadt (5.199) - Lauter/Sa. (4.927) - Lößnitz (10.184) - Schneeberg (16.380) - Schwarzenberg/Erzgeb. (19.474) | Gminy - Bad Schlema (5.451) - Bernsbach (4.562) - Bockau (2.600) - Breitenbrunn/Erzgeb. (6.337) - Raschau-Markersbach (ok. 5.800) - Schönheide (5.283) - Sosa (2.137) - Stützengrün (3.771) - Zschorlau (5.847) |

Wspólnoty administracyjne
- Wspólnota administracyjna Eibenstock; miasto Eibenstock i gmina Sosa
- Wspólnota administracyjna Zschorlau; gminy Bockau i Zschorlau